# Julia Balykinová
Julia Vladimirovna Balykinová (bělorusky Юлія Уладзіміраўна Балыкіна; 12. dubna 1984 Bulgan – 28. října 2015 Minsk) byla běloruská sprinterka, národní rekordmanka a olympionička.
V roce 2012 startovala na olympijských hrách v Londýně.
Její kariéru ukončil v roce 2013 dvouletý trest za doping. Po skončení kariéry se živila jako trenérka.
Na sklonku října 2015 byla nahlášena jako pohřešovaná. Její mrtvé tělo bylo nalezeno 16. listopadu 2015 v lese nedaleko Minsku zabalené v plastové fólii a zakryté mechem. K vraždě se přiznal její bývalý přítel, dělník Dmitri Vishtalyuk. Oběť měl ubít ze žárlivosti kladivem.
V černu 2016 byl Vishtalyuk odsouzen k odnětí svobody na 23 let. Trest si má odpykat ve vězení s přísnou ostrahou.